# تقانة النانو الجزيئية

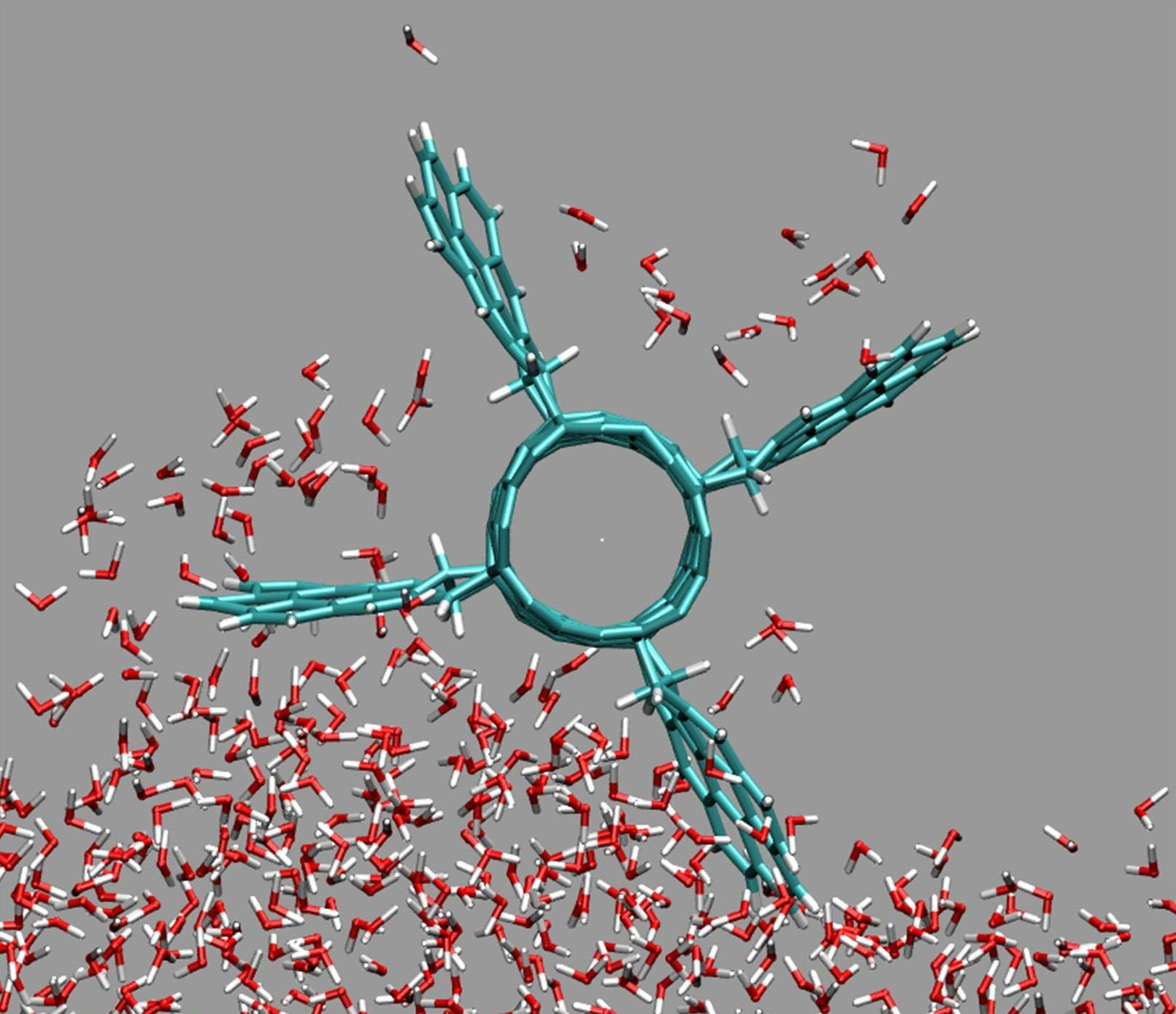
المروحة الجزيئية، وهي جزيء يمكنه دفع السوائل عند دورانه، وذلك بسبب شكله الخاص.

تقنية النانو الجزيئية (MNT) هي تقنية تعتمد على القدرة على بناء هياكل للمواصفات الذرية المعقدة عن طريق التخليق الكيميائي. هذا يختلف عن المواد النانوية. استنادًا إلى رؤية ريتشارد فاينمان للمصانع المصغرة التي تستخدم الآلات النانوية لبناء منتجات معقدة (بما في ذلك الآلات النانوية الإضافية)، فإن هذا الشكل المتقدم من التكنولوجيا النانوية (أو التصنيع الجزيئي) سيستفيد من التخليق الكيميائي الذي يتم التحكم فيه موضعيًا والذي توجهه أنظمة الماكينات الجزيئية. ستنطوي تقنية النانو الجزيئية على الجمع بين المبادئ الفيزيائية التي تظهرها الفيزياء الحيوية والكيمياء والتقنيات النانوية الأخرى والآليات الجزيئية للحياة مع مبادئ هندسة النظم الموجودة في مصانع المقاييس الحيوية الحديثة.

## المقدمة
في حين تستخدم الكيمياء التقليدية عمليات غير دقيقة للحصول على نتائج غير دقيقة، ويستغل علم الأحياء العمليات غير الدقيقة للحصول على نتائج نهائية، فإن تقنية النانو الجزيئية ستوظف عمليات نهائية أصلية للحصول على نتائج نهائية قاطعة. تتلخص الرغبة في تقنية النانو الجزيئية في إيجاد توازن بين التفاعلات الجزيئية في المواقع والتوجهات المتحكَم بها موضعيًا للحصول على التفاعلات الكيميائية المطلوبة، ثم بناء الأنظمة من خلال تجميع إضافي لمنتجات هذه التفاعلات.
يمثل الدليل التفصيلي لتطوير تقنية النانو الجزيئية هدفًا لمشروع تكنولوجي واسع النطاق بقيادة كل من معهد باتيل التذكاري (مدير لعدة مختبرات وطنية أمريكية) ومعهد فورسايت. كان من المقرر في الأصل استكمال الدليل التفصيلي بحلول أواخر عام 2006، لكنه أطلِق في يناير 2008. يعد تعاون مصنع النانو جهدًا مستمرًا أكثر تركيزًا يضم 23 باحثًا من 10 منظمات و 4 بلدان تضع جدول أعمال بحثي عملي يستهدف تحديدًا التخليق الميكانيكي الماسي المتحكَم به موضعيًا وتطوير مصنع النانوي شبه الماسي. في أغسطس 2005، نظم مركز سي آر إن (مركز تقنية النانو المسؤول) فرقة عمل مؤلفة من أكثر من 50 خبير دولي من مختلف الميادين لدراسة الآثار المجتمعية لتقنية النانو الجزيئية.

## التطبيقات المتوقعة والإمكانات

### مواد ذكية ومستشعرات نانوية
تتضمن التطبيقات المقترحة لتقنية النانو الجزيئية ما يسمى بالمواد الذكية. يشير هذا المصطلح إلى أي نوع من المواد المصممة والمهندَسة على مقياس نانومتر لمهمة معينة. يشمل مجموعة واسعة من التطبيقات التجارية الممكنة. من الأمثلة على ذلك؛ المواد المصممة للاستجابة بشكل مختلف لجزيئات مختلفة، فمثل هذه القدرة يمكن أن تؤدي، على سبيل المثال، إلى العقاقير الاصطناعية التي تتعرف على فيروسات معينة خاملة وتبطلها. هناك فكرة أخرى للمواد ذاتية الإصلاح، التي من شأنها إصلاح التمزقات الصغيرة في سطح ما بطريقة طبيعية بنفس طريقة منع التسرب الذاتي للإطارات أو الجلد البشري.
يشبه المستشعر النانوي بتقنية النانو الجزيئية مادةً ذكية، تشتمل على مكون صغير داخل آلة أكبر تتفاعل مع بيئتها وتتغير بطريقة أساسية مستحثة. كمثال بسيط للغاية: قد يقيس جهاز استشعار ضوئي الضوء الساقط بشكل سلبي ويفرغ طاقته الممتصة ككهرباء عندما يمر الضوء فوق عتبة محددة أو تحتها، ما يؤدي إلى إرسال إشارة إلى آلة أكبر. من المفترض أن يكون هذا المستشعر أقل تكلفة ويستخدم طاقة أقل من المستشعر التقليدي، ولكنه يعمل بشكل مفيد في كل التطبيقات نفسها، فعلى سبيل المثال، تشغيل أضواء مواقف السيارات عند حلول الظلام.
في حين أن المواد الذكية والمستشعرات النانوية تمثل تطبيقات مفيدة لتقنية النانو الجزيئية، فإنها تتضاءل بالمقارنة مع تعقيد التقنية المرتبطة بشكل عام بالمصطلح: الروبوت النانوي المتضاعف.

### روبوتات نانوية متضاعفة
ترتبط عملية تصنيع النانوي بتقنية النانو الجزيئية ارتباطًا شائعًا بفكرة استخدام أسراب من الروبوتات النانوية المنسقة التي تعمل معًا، وهي ترويج شائع لاقتراح مبكر قدمه كاي إيريك دريكسلر في مناقشاته لعام 1986 حول تقنية النانو الجزيئية، ولكنها استُبدلت في عام 1992. في هذا الاقتراح المبكر، من شأن الروبوتات النانوية المتمتعة بالقدرة الكافية أن تبني المزيد من الروبوتات النانوية في بيئة اصطناعية تحتوي على كتل بناء جزيئية خاصة.
شكك النقاد في جدوى التضاعف الذاتي للروبوتات النانوية وجدوى التحكم إذا ما كان من الممكن تحقيق روبوتات نانوية ذاتية التضاعف: ويشيرون إلى إمكانية إزالة الطفرات لأي سيطرة وتفضيل إعادة إنتاج تباينات متحولة مسببة للأمراض. يتصدى المؤيدون لأول شك بالإشارة إلى أن أول مضاعف لآلة مستقلة ماكروية، المصنوع من كتل ليغو، بُني وشُغل تجريبيًا في عام 2002. في حين أن هناك مزايا حسية موجودة على المستوى الماكروي مقارنةً بالمَحس المحدود المتاح على المستوى النانوي، فإن المقترحات المتعلقة بأنظمة تصنيع التخليق الميكانيكي النانوي المتحكَم به موضعيًا تستخدم تقدير الموضع لتلميح الأداة مع تصميم تسلسل تفاعلي موثوق به لضمان تحقيق نتائج موثوقة، وبالتالي لا يشكل المحس المحدود عائقًا، وتنطبق اعتبارات مماثلة على التجميع الموضعي لأجزاء نانوية صغيرة. يتصدى المؤيدون للشك الثاني بزعم أن البكتيريا (بحكم الضرورة) تطورت لكي تتطور، بينما يمكن منع طفرة الروبوت النانوي من خلال التقنيات الشائعة لتصحيح الأخطاء. هناك أفكار مماثلة تدعو إليها مبادئ فورسايت التوجيهية بشأن تقنية النانو الجزيئية، وهناك خريطة أيضًا لمساحة تصميم مضاعف ذي 137 بُعد، التي نشرها مؤخرًا فريتاس وميركل، وتقدم العديد من الطرق المقترحة التي يمكن من خلالها، من حيث المبدأ، التحكم بأمان في المضاعفات من خلال تصميم جيد.
غير أن مفهوم قمع الطفرة يثير السؤال التالي: كيف يمكن أن يحدث تطور التصميم على المستوى النانوي دون عملية تحول عشوائي وانتقاء قطعي؟ يزعم النقاد أن مؤيدي تقنية النانو الجزيئية لم يقدموا بديلًا لعملية التطور هذه في هذا النطاق النانوي حيث تفتقر إلى عمليات انتقاء تقليدية قائمة على الاستشعار. يمكن أن تجعل حدود هذا المحس المتاح على المستوى النانوي من الصعب أو المستحيل غربلة النجاحات من الفشل. يزعم المؤيدون أن تطور التصميم لابد أن يحدث بشكل قطعي وصارم تحت سيطرة بشرية، باستخدام النموذج الهندسي التقليدي لكل من النمذجة، التصميم، النمذجة المبدئية، الاختبار، التحليل وإعادة التصميم.
على أي حال، منذ عام 1992، لا تشتمل الاقتراحات التقنية المتعلقة بتقنية النانو الجزيئية على روبوتات ذاتية التضاعف، وتحظر المبادئ التوجيهية الأخلاقية الحديثة التي وضعها مؤيدو تقنية النانو الجزيئية التضاعف الذاتي غير المقيد.

### روبوتات نانوية طبية
تشتمل أهم تطبيقات تقنية النانو الجزيئية على الروبوتات النانوية الطبية أو طب النانو، وهو مجال ابتكره روبرت فريتاس في العديد من الكتب والبحوثات. تجعل القدرة على تصميم أعداد هائلة من الروبوتات النانوية الطبية وبنائها ونشرها من الممكن، على أقل تقدير، القضاء السريع على المرض والتعافي المعتمد عليه غير المؤلم نسبيًا من الصدمات البدنية. تعمل هذه الروبوتات النانوية الطبية أيضًا على تمكين تصحيح العيوب الوراثية بسهولة، والمساعدة في ضمان تمديد العمر إلى حد كبير. بشكل أكثر إثارة للجدل، قد تُستخدم روبوتات النانوية الطبية لتعزيز القدرات البشرية الطبيعية. ذكرت إحدى الدراسات كيف يمكن معالجة حالات مثل الأورام، والتصلب الشرياني، وخثرات الدم التي تؤدي إلى السكتة الدماغية، وتراكم الأنسجة الندبية، وجيوب العدوى الموضعية، عن طريق استخدام الروبوتات النانوية الطبية.

### مولد الضباب
من بين التطبيقات المقترحة الأخرى لتقنية النانو الجزيئية «مولد الضباب»، حيث فيه تقوم سحابة من الروبوتات المجهرية المتصلة بالشبكة (أبسط من المجمعات الجزيئية) بتغيير شكلها وخصائصها لتكوين كائنات وأدوات مجهرية وفقًا لأوامر البرامج. بدلًا من تعديل الممارسات الحالية لاستهلاك السلع المادية بأشكال مختلفة، فإن مولد الضباب سيحل ببساطة محل العديد من الأجسام المادية.